# إيما رادوكانو
إيما رادوكانو (بالإنجليزية: Emma Raducanu)‏ هي لاعبة تنس بريطانية ولدت في 13 نوفمبر 2002 في تورونتو،كندا لأب روماني وأم صينية. أنتقلت عائلتها لبريطانيا وهي في عمر السنتين. بدأت لعب التنس وهي في عمر 5 سنوات.